# Vehbi Akdağ
Vehbi Akdağ (* 1. Januar 1949 in Tokat; † 23. Juni 2020 ebenda) war ein türkischer Ringer. Er war Silbermedaillengewinner bei den Olympischen Spielen 1972 in München im freien Stil im Federgewicht.

## Werdegang
Vehbi Akdağ begann als Jugendlicher in Tokat mit dem Ringen und entwickelte sich schnell zu einem hervorragenden Freistilringer. 1968 wurde er in die türkische Nationalmannschaft aufgenommen und bei den Olympischen Spielen in Mexiko-Stadt im freien Stil im Federgewicht eingesetzt. Er siegte dort über Hans-Jürgen Luczak aus der DDR und Josef Engel aus der Tschechoslowakei und rang gegen Elkan Tedejew aus der Sowjetunion und Nikolaos Karipidis aus Griechenland unentschieden. Weil er damit mehr als sechs Fehlpunkte erreicht hatte, musste er ausscheiden, obwohl er keinen Kampf verloren hatte. Bei der Europameisterschaft 1970 in Berlin wurde er im Leichtgewicht eingesetzt. Mit drei Siegen und einer Niederlage gegen den sowjetischen Sportler Nodar Chochaschwili kam er auf einen guten 4. Platz, während er bei der Weltmeisterschaft des gleichen Jahres in Edmonton schon nach der 3. Runde ausschied und mit dem 9. Platz zufrieden sein musste.
1972 qualifizierte sich Vehbi für die Teilnahme an den Olympischen Spielen in München, hatte dazu aber in das Federgewicht abtrainiert. Eine Maßnahme, die sich als richtig erweisen sollte, denn Vehbi gewann in München in dieser Gewichtsklasse die Silbermedaille. Den in München in seiner Gewichtsklasse überragenden sowjetischen Sportler Sagalaw Abdulbekow unterlag Vehbi im Endkampf aber klar.
Vehbi rang nach München bei den internationalen Meisterschaften weiterhin im Federgewicht und errang 1973 bei der Europameisterschaft in Lausanne und 1974 bei der Weltmeisterschaft in Istanbul noch jeweils die Bronzemedaille. Zum Abschluss seiner internationalen Ringerlaufbahn kam er 1978 in Sofia noch auf einen hervorragenden 4. Platz.
Bei seinen internationalen Meisterschaften traf Vehbi Akdağ auch mehrmals auf deutsche Ringer. Gegen Helmut Strumpf aus Jena gewann er dabei zwei Kämpfe und verlor einen und gegen Eduard Giray aus Freiburg im Breisgau gewann er einmal und verlor er einmal.

## Internationale Erfolge
(OS = Olympische Spiele, WM = Weltmeisterschaft, EM = Europameisterschaft, F = Freistil, Fe = Federgewicht, Le = Leichtgewicht, damals bis 62 kg bzw. 68 kg Körpergewicht)
- 1968, 7. Platz, OS in Mexiko-Stadt, F, Fe, mit Siegen über Hans-Jürgen Luczak, DDR, und Josef Engel, Tschechoslowakei, und Unentschieden gegen Elkan Tedejew, UdSSR, und Nikolaos Karipidis, Griechenland;
- 1970, 4. Platz, EM in Berlin, F, Le, mit Siegen über Stefanos Ioannidis, Griechenland, Markku Hanski, Finnland und József Rusznyak, Ungarn, und einer Niederlage gegen Nodar Chochaschwili, UdSSR;
- 1970, 9. Platz, WM in Edmonton, F, Le, mit einem Sieg über Chang Ho San, Nordkorea, und Niederlagen gegen Tsedendambyn Natsagdordsch, Mongolei, und Bobby Douglas, USA;
- 1972, Silbermedaille, OS in München, F, Fe, mit Siegen über Orlando Goncalves, Puerto Rico, Iwan Krastew, Bulgarien, Jorma Liimatainen, Finnland, Patrick Bolder, Kanada, Petre Coman, Rumänien, und Sab Pal Singh, Indien, und Niederlagen gegen Kiyoshi Abe, Japan, und Sagalaw Abdulbekow, UdSSR;
- 1973, 3. Platz, EM in Lausanne, F, Fe, mit Siegen über Helmut Strumpf, DDR, Jorma Liimatainen, Tanner, Schweiz, und Niederlagen gegen Iwan Jankow, Bulgarien, und Sagalaw Abdulbekow;
- 1974, 3. Platz, WM in Istanbul, F, Fe, mit Siegen über Theodule Toulotte, Frankreich, Egon Beiler, Kanada, Eduard Giray, BRD, und Godrat Poorkarimi, Iran, und Niederlagen gegen Dsewegiin Oidow, Mongolei, und Dontscho Schekow, Bulgarien;
- 1975, 6. Platz, EM in Ludwigshafen am Rhein, F, Fe, mit Siegen über Manuel Roca, Spanien, und Zdzislaw Stolarski, Polen, und Niederlagen gegen Sagalaw Abdulbekow und Helmut Strumpf;
- 1975, 10. Platz, WM in Minsk, F, Fe, nach Niederlagen gegen James Humphrey, USA, und Yang Jung Mo, Nordkorea;
- 1976, 11. Platz, OS in Montreal, F, Fe, mit einem Sieg über Mohsen Farahvashi, Iran, und Niederlagen gegen Egon Beiler und Yang Jung Mo;
- 1978, 4. Platz, EM in Sofia, F, Fe, mit Siegen über Radeusz Luczywo, Polen, Bernard Dalien, Frankreich, und Helmut Strumpf und Niederlagen gegen Eduard Giray und Miho Dukow, Bulgarien